# 수집가 (1967년 영화)
수집가(La Collectionneuse, The Collector)는 프랑스에서 제작된 에릭 로메르 감독의 1967년 코미디, 드라마, 멜로/로맨스 영화이다. 패트릭 보초우 등이 주연으로 출연하였고 조르쥬 드 뷰레가르드 등이 제작에 참여하였다.

## 출연

### 주연
- 패트릭 보초우
- 하이데 폴리토프

### 조연
- 다니엘 포메렐
- 알랭 주프로이
- 안닉 모리스